# Attila Bozay
Attila Bozay (ur. 11 sierpnia 1939 w Balatonfűzfő, zm. 14 września 1999 w Gönc) – węgierski kompozytor.

## Życiorys
W latach 1954–1957 uczył się u Istvána Szelényiego w Miskolci Bartók Béla Zeneművészeti Szakközépiskola, następnie od 1957 do 1962 roku studiował w Akademii Muzycznej im. Ferenca Liszta w Budapeszcie u Ferenca Farkasa. W latach 1963–1966 był pracownikiem Magyar Rádió. W 1967 roku przebywał na stypendium UNESCO w Paryżu. Dwukrotny laureat nagrody im. Erkela (1968 i 1979), otrzymał także nagrodę Bartók-Pásztory (1998). W 1984 roku uhonorowany tytułem Zasłużonego Artysty (Érdemes Művésze díj).
W jego dorobku dominowały utwory kameralne i solowe. Występował jako wykonawca własnych utworów, grając na cytrze skonstruowanej według modelu Sándora Budaia.

## Wybrane kompozycje
(na podstawie materiałów źródłowych)

### Utwory orkiestrowe
- Pezzo concertato No. 1 na altówkę i orkiestrę (1965)
- Pezzo sinfonico No. 1 (1967)
- Pezzo d’archi (1968, zrewid. 1974)
- Pezzo concertato No. 2 na cytrę i orkiestrę (1974–1975)
- Pezzo sinfonico No. 2 (1975–1976)
- Gyermekdalok na 18 instrumentów smyczkowych (1976)
- Variazioni (1977)
- Improvisations No. 3 na fortepian preparowany i smyczki (1987)

### Utwory kameralne
- Duo na 2 skrzypiec (1958)
- Episodi na fagot i fortepian (1959)
- Trio na skrzypce, altówkę i wiolonczelę (1960, zrewid. 1966)
- Kwintet dęty (1962)
- 2 kwartety smyczkowe (1964, 1971)
- Két tétel na obój i fortepian (1970)
- Sorozat na zespół kameralny (1970)
- A malom na zespół kameralny (1972–1973)
- Improvisations No. 2 na flety proste i trio smyczkowe (1976)
- Tükor na cytrę i cymbały (1977)
- Sonata skrzypcowa (1987–1988)

### Utwory wokalno-instrumentalne
- Papírszeletek na sopran, klarnet i wiolonczelę (1962)
- Kiáltások na tenora, skrzypce, wiolonczelę, klarnet, róg i fortepian (1963)
- Trapéz és korlát na tenora, chór i orkiestrę (1966)
- Lux perpetua na chór (1969)
- Két tájkép na baryton, flet i cytrę (1970–1971)

### Opery
- Küngisz királynö (1968–1969)
- Csongor és Tünde (1979–1984)